# Кралство Полша (1385 – 1569)
Вижте пояснителната страница за други значения на Кралство Полша.
Кра̀лство По̀лша (на полски: Korona Królestwa Polskiego; на латински: Corona Regni Poloniae) е историческа държава в Централно-източна Европа, със столица Краков. Просъществува от 1386 г. до 1569 г.